# リャノ

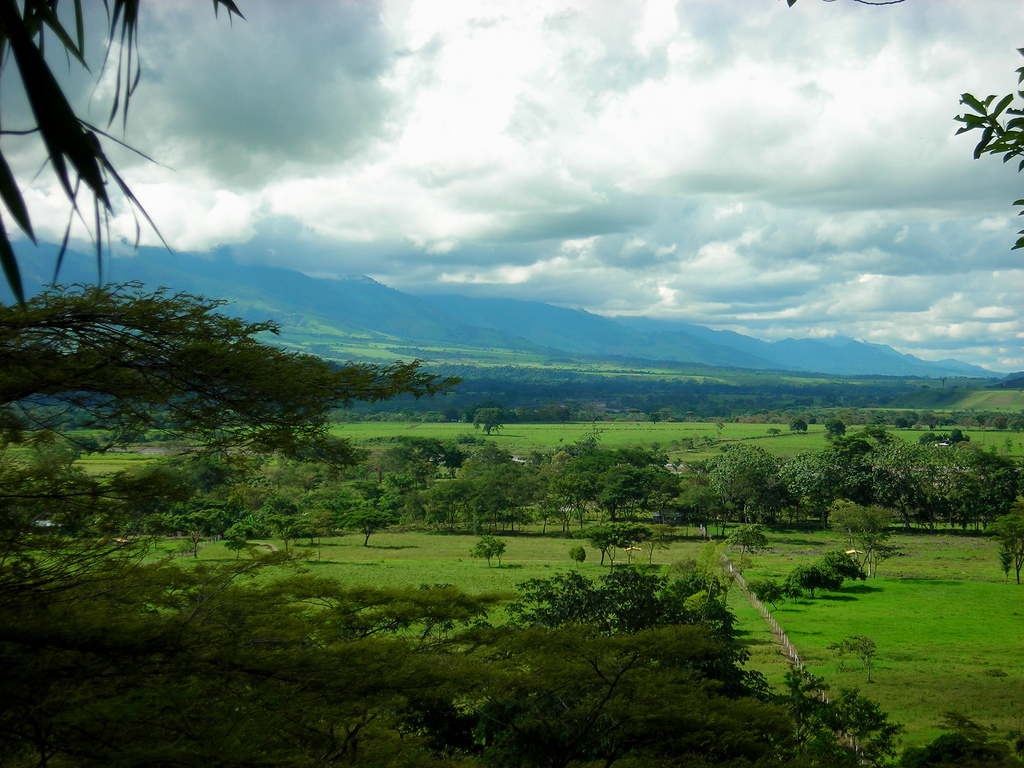
リャノ（コロンビア共和国）

リャノ（西: Llanos）は、南アメリカ大陸北部の広大な熱帯草原。ベネズエラを流れるオリノコ川流域からコロンビアに広がる草原で、顕著な乾季が見られる。ケッペンの気候区分ではAw（サバナ気候）に分類される。現代の発音ではジャノが近い。
雨季には地面が冠水してどこまでも続く湖のようになり、高所が島のように取り残される。そのため農業は発達せず、畜産が植民地時代から行われている。この地の出身者はリャネロ（ジャネロ）と呼ばれ、馬に乗って家畜を追う牧民が典型的イメージとしてある。南米の独立戦争ではリャネロの騎兵部隊が活躍した。
また、この地域の音楽としてホローポが、スポーツとしてコレオが知られている。一帯の畜産労働者の労働歌は2017年にユネスコの無形文化遺産に指定された。